# Museo de Palencia
El museo de Palencia, instalado en la casa del Cordón, es uno de los principales museos de la ciudad de Palencia, en España, y reúne una interesante colección de piezas y obras prehistóricas, romanas y medievales de la provincia de Palencia. Es propiedad del Estado a través del Ministerio de Educación, Cultura y Deporte, y su gestión corre a cargo de la Junta de Castilla y León. Fue inaugurado el 27 de octubre de 1997 siendo el arqueólogo Mariano del Amo su primer director.

## Historia

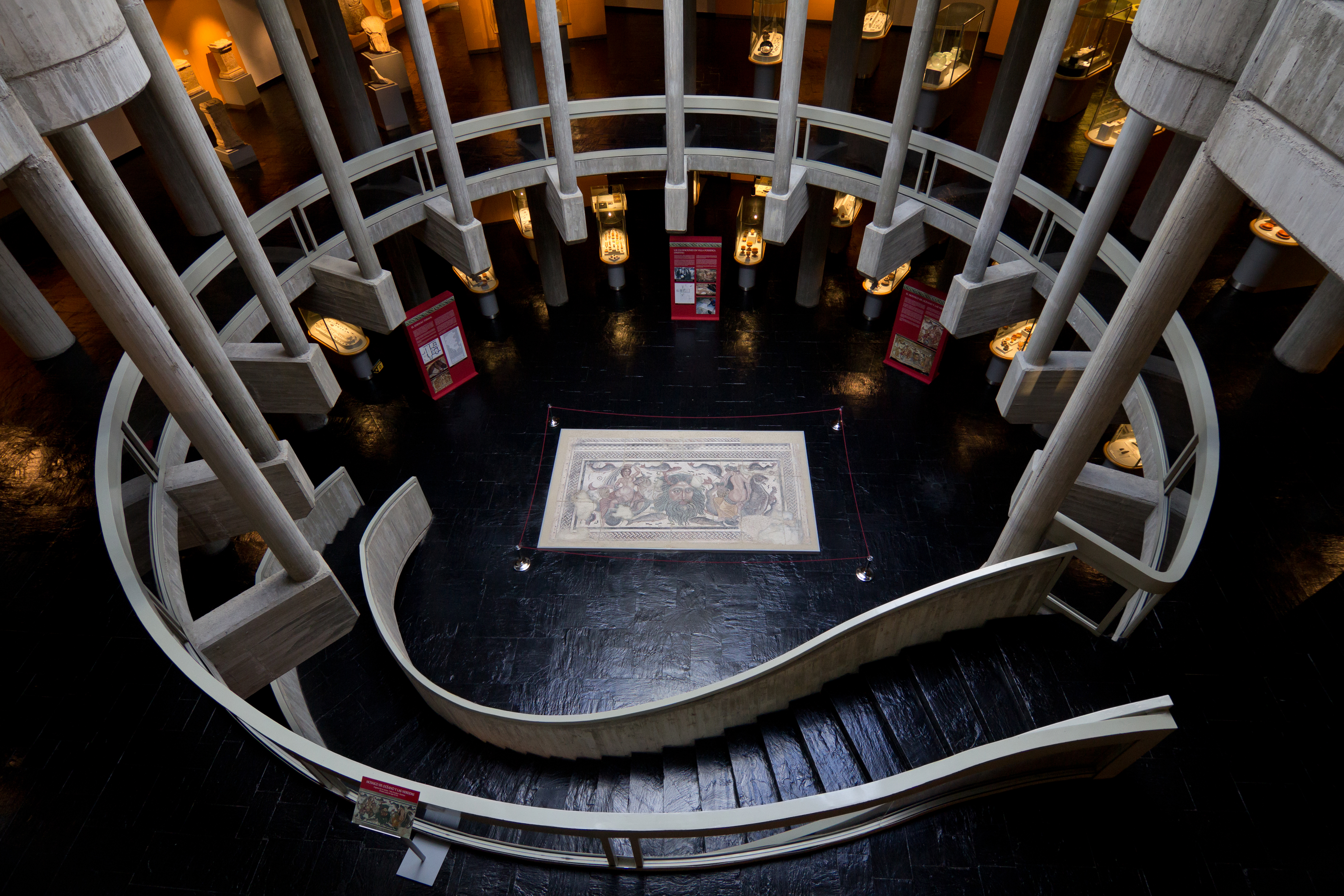
Interior del museo desde la planta superior. Se puede apreciar, en el primer sótano, el mosaico romano del Océano y las Nereidas, hallado en Dueñas en 1962.

El museo palentino se originó a partir de las dos principales colecciones arqueológicas reunidas en la ciudad desde mediados del siglo XIX: la de la Comisión Provincial de Monumentos y la del Ayuntamiento de Palencia, fruto de donaciones particulares.
Fruto de la unión de ambas colecciones, se instaló el primer museo, inaugurado el 9 de julio de 1921 y con sede en el edificio de la Diputación Provincial de Palencia, que se mantuvo activo hasta 1979. Comenzaron entonces las gestiones para dotar la colección de un edificio propio, y en 1981 la Diputación adquirió la Casa del Cordón, cediéndolo para su gestión al Ministerio de Cultura.

## El edificio
El edificio que alberga el Museo Arqueológico Provincial es una antigua posada del siglo XVI de estilo renacentista. Se construyó en la primera mitad del siglo XVI y es el único edificio de arquitectura civil de esta época que se conserva en la capital palentina. El exterior conserva su trazado original y destaca su cordón franciscano que, a modo de alfiz, decora la puerta junto con dos escudos bien conservados, y de los que se desprende que el edificio perteneció al mayorazgo de Isabel Rodríguez Monroy y su esposo, el relator del Consejo de Castilla Francisco Núñez de Paz.
El interior conserva la arquitectura de columnas y se distribuye en tres plantas, la baja alberga la recepción y las obras de la prehistoria; la primera, por la que se accede mediante una amplia escalera de caracol diáfana, guarda obras romanas, y la segunda, materiales de la Edad Media. El techo está cubierto con un gran tragaluz visible desde todas las plantas ya que la primera y segunda presentan sendos grandes huecos circulares que permiten la llegada de la luz a la planta baja. La restauración del edificio, bajo proyecto de Luis Arranz Algueró, incluyó la práctica demolición de su interior, adoptando en su interior un estilo brutalista y manteniendo la apariencia exterior original.

## Descripción de las obras

### Planta baja: La Prehistoria en Palencia

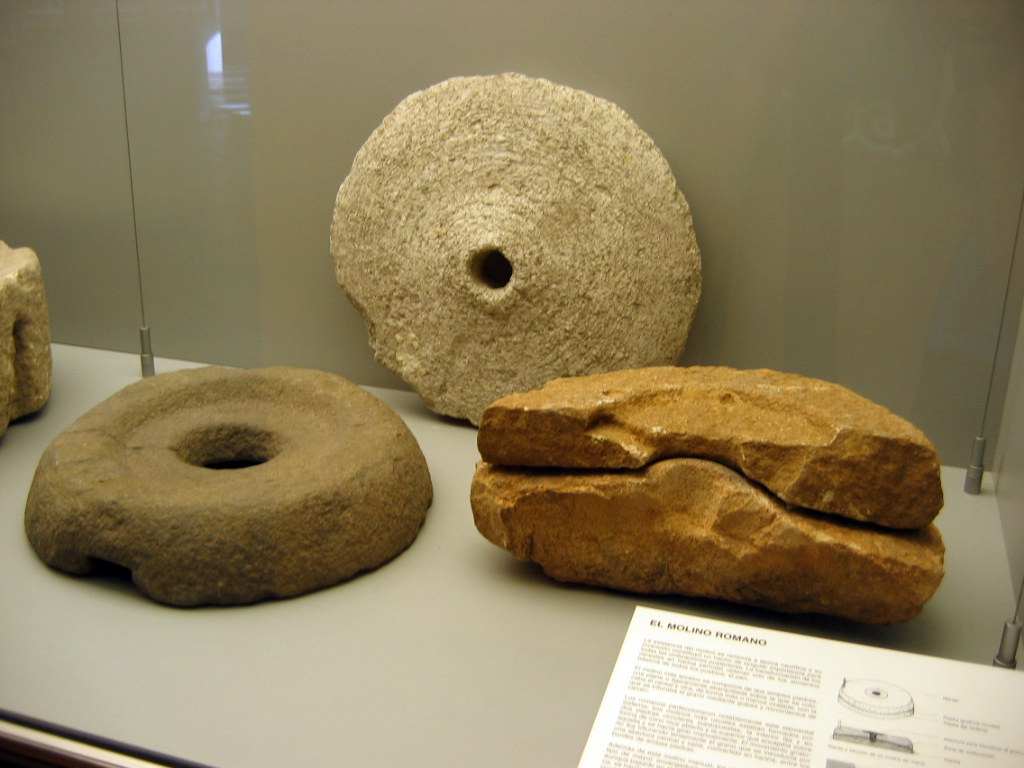
Piedras de molino de época romana, en una de las salas del museo.

En ella se encuentran gran cantidad de urnas que guardan sobre todo objetos cerámicos de la prehistoria, una pequeña maqueta de un enterramiento y otra de tamaño natural. En el centro de la rotonda se encuentra un valioso mosaico romano, visible desde todas las plantas del museo.

### Primera planta: La Palencia Romana
La primera planta dedica su espacio a albergar obras de la romanización en Palencia. Existe una buena cantidad de utensilios, monedas, adornos y joyas. De entre todas ellas destacan dos bustos labrados en mármol, uno de una mujer y otro de un hombre que fueron encontrados en Becerril de Campos. Se consideran las obras más valiosas del museo y por lo que parece pertenecían a un matrimonio patricio.

### Segunda planta: Palencia durante el reinado Visigodo y la Edad Media
La última planta es quizá la más interesante en lo que a variedad de objetos se refiere. Destaca la colección de ajuares de las necrópolis de Herrera de Pisuerga así como la imponente colección de Tremís visigodos. Además se encuentran varias maquetas entre las que destacan las de la Basílica de San Juan de Baños o la Iglesia de San Martín de Frómista, varios sepulcros de la escuela de Carrión, canecillos del Monasterio de Nogales, etc.